# Німа жінка (фільм, 1918)
Німа жінка (англ. The Silent Woman) — американська драма режисера Герберта Блаше 1918 року.

## У ролях
- Едіт Сторі — Нан МакДональд
- Френк Міллс — Джон Лоурі
- Джозеф Кілгур — Кліффорд Бересфорд
- Ліла Леслі — Мері Лоурі
- Матільда Брунд — місіс Елтон
- Бейбі Айві Ворд — Маленький Біллі
- Джордж Стівенс — лікар
- Т. Тамамото — слуга
- Аугуста Перрі — покоївка
- Гаррі Лінсон — дроворуб
- Бен Волкер — дроворуб